# The Cowpuncher's Glove
The Cowpuncher's Glove è un cortometraggio muto del 1910 scritto e diretto da Edwin S. Porter.

## Produzione
Il film fu prodotto dalla Edison Manufacturing Company. Venne girato in Canada, a Vancouver.

## Distribuzione
Distribuito dalla General Film Company, il film - un cortometraggio in una bobina - uscì nelle sale cinematografiche statunitensi il 2 dicembre 1910.